# کمیسیون عمران مجلس شورای اسلامی

کمیسیون عمران مجلس شورای اسلامی یکی از کمیسیون‌های تخصصی مجلس شورای اسلامی است. این کمیسیون بر اساس ماده ۵۵ آیین‌نامه داخلی مجلس شورای اسلامی به منظور انجام وظایف محوله در محدوده راه و ترابری، مسکن، عمران شهری و عمران روستایی و امور عمرانی شهرداری‌ها و دهیاری‌ها مطابق ضوابط آیین‌نامه تشکیل می‌گردد.

## محدوده وظایف
حوزه وظایف کمیسیون عمران مجلس شورای اسلامی را می‌توان در سه دسته کلی مسکن و مدیریت شهری، حمل و نقل و طرح‌های عمرانی طبقه‌بندی کرد. برخی از مهم‌ترین چالش‌های کمیسیون در این زمینه‌ها به شرح زیر است:
- مسائل ایمنی ناوگان حمل و نقل و استفاده از فناوری برای بهبود
- نحوه قیمت‌گذاری انرژی در انواع حوزه‌های حمل و نقل
- سطح بهره‌وری و بهره‌برداری از زیرساخت‌ها و ناوگان
- بازنگری ساختار مدیریت شهری
- تحقق بازآفرینی و بهسازی شهری، نوسازی و توانمندسازی بافت ناکارآمد شهری
- سیاست‌های حمایتی در حوزه مسکن برای اقشار کم درآمد
- گذار از خودرو محوری و حمل و نقل موتوری صرف به انسان محوری
- مستحکم‌سازی و ارتقای تاب‌آوری شهرها
- مسائل مربوط به مشارکت عمومی و خصوصی در طرح‌های زیرساختی

### کارگروه‌ها
کمیسیون عمران مجلس شورای اسلامی دارای هفت کارگروه به ترتیب ذیل است:
1. آب و فاضلاب
2. ویژه
3. عمران شهری و روستایی
4. معماری و شهرسازی
5. حمل و نقل
6. نظام فنی و اجرایی
7. بنادر

## اعضا
اعضای کمیسیون عمران مجلس شورای اسلامی در سال اول از مجلس دوازدهم عبارتند از:
| ردیف | نام و نام خانوادگی     | سمت      |
| ۱    | محمدرضا رضایی کوچی     | رئیس     |
|      |                        |          |
| ۳    | ابراهیم نجفی           | نایب‌رئیس |
| ۴    | عبدالجلال ایری         | سخنگو    |
| ۵    | احمد جباری             | دبیر اول |
| ۶    | سید جمال موسوی         | دبیر دوم |
| ۷    | صدیف بدری              | عضو      |
| ۸    | محمد مهدی فروردین      | عضو      |
| ۹    | مجتبی بخشی پور         | عضو      |
| ۱۰   | شارلی انویه تکیه       | عضو      |
| ۱۱   | حسین محمدزاده          | عضو      |
| ۱۲   | سید یحیی سلیمانی       | عضو      |
| ۱۳   | مجتبی یوسفی            | عضو      |
| ۱۴   | غلامرضا شریعتی اندراتی | عضو      |
| ۱۵   | فرامرز شهسواری         | عضو      |
| ۱۶   | عباس صوفی              | عضو      |
| ۱۷   | یاسر عربی              | عضو      |
| ۱۸   | غلامرضا شریعتی اندراتی | عضو      |
| ۱۹   | حبیب قاسمی             | عضو      |
| ۲۰   | محمد منان رئیسی        | عضو      |
| ۲۱   | علیرضا نثاری           | عضو      |
| ۲۲   | حمیدرضا گودرزی         | عضو      |
| ۲۳   | علی نیکزاد             | عضو      |